# Birling Gap
Birling Gap är en kuststräcka i Storbritannien.   Den ligger i riksdelen England, i den södra delen av landet, 90 km söder om huvudstaden London.